# Fantasia-Improvviso
La Fantasia-Improvviso, (in francese Fantaise Impromptu) in Do diesis minore op. 66 è un brano per pianoforte scritto da Fryderyk Chopin nel 1835. È il primo improvviso composto dal musicista, pubblicato postumo nel 1855 con il titolo improprio di Fantasia-improvviso.

## Storia
Chopin, dopo aver ascoltato un brano di Ignaz Moscheles, l'Improvviso in Mi bemolle maggiore op. 89, rimase impressionato da questo tipo di composizione e quando nel 1835 la Baronessa d'Este, sua allieva, gli chiese un'opera da tenere esclusivamente per sé, pensò di comporre un improvviso. Chopin scrisse il brano, senza titolo, direttamente sull'album della giovane con la scritta "Composé pour M.me la Baronesse d'Este" e, come data, solo "Venerdì 1835"; probabilmente il musicista non volle pubblicare il suo lavoro proprio perché era una dedica esclusiva; secondo altri studiosi non volle darlo alle stampe poiché temeva un'accusa di plagio nei confronti di Moscheles, anche se, in realtà, la somiglianza fra i due improvvisi riguarda solo alcune brevi cellule melodiche.
Di questa prima stesura Chopin ne aveva già fatto una copia per sé che riportava notevoli differenze, in particolare nella parte dell'accompagnamento; il violoncellista Auguste Franchomme, amico di Chopin, fece due copie di questa personale edizione, con l'autorizzazione dell'autore pochi mesi prima della sua morte, che portano la scritta esatta Impromptu; una di queste fu in seguito consegnata a Julian Fontana. Il manoscritto originale fu rinvenuto, più di un secolo dopo, nel 1960, dal pianista Arthur Rubinstein quando acquistò, a un'asta parigina, l'album della Baronessa. L'appellativo con cui il brano è oggi conosciuto venne arbitrariamente datogli da Fontana, grande amico di Chopin e curatore di molti suoi lavori pubblicati postumi; "il titolo Fantasia-Improvviso, è arbitrario e balordo perché nulla giustifica quel Fantasia dal momento che il pezzo ha la struttura propria degli Improvvisi".
Fino a non molto tempo fa le edizioni esistenti contemplavano soltanto l'Improvviso della prima versione, quella fatta pubblicare da Fontana; in seguito, dopo il ritrovamento dell'autografo originale, pressoché tutti gli editori hanno dato alle stampe tutte e due le versioni.

## Analisi

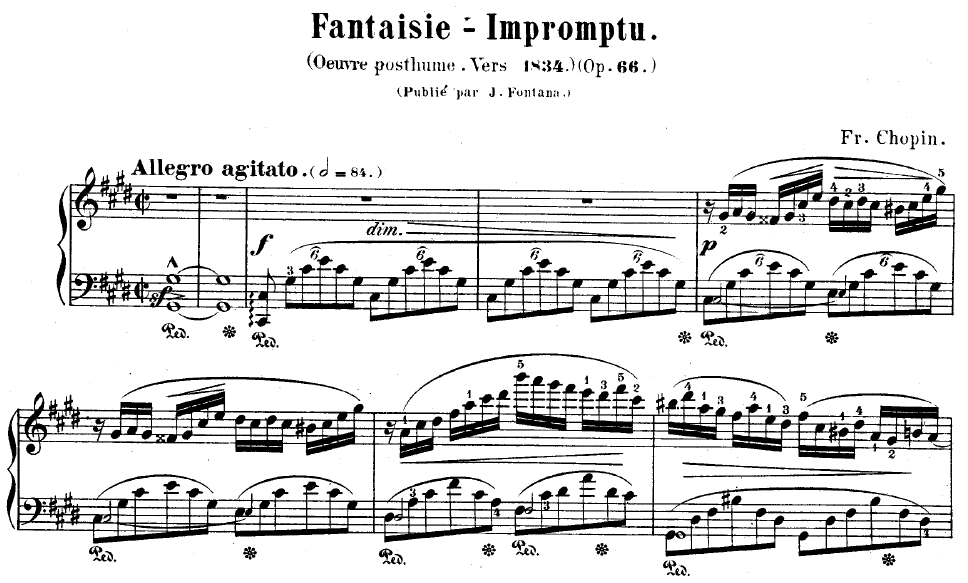
Pagina iniziale della Fantasia-Improvviso

La Fantasia-Improvviso  è stata spesso considerata dagli studiosi chopiniani solo come una semplice opera di intrattenimento; altri, fra cui il musicologo Hugo Leichtentritt, hanno avuto una considerazione molto alta di queste composizioni e in particolare dell'op. 66. In effetti questo Improvviso è tutt'altro che un brano salottiero scritto per richiesta di un'allieva; è un brano studiato e composto con cura, tanto è vero che Chopin ne fece, ancor prima, una copia per sé da conservare.
La Fantasia-Improvviso si collega alla forma dell'Improvviso op. 29 scritto due anni dopo e presenta, strutturalmente, un primo tema, vivace ed espressivo, il relativo sviluppo, una parte centrale che racchiude un tema cantabile e arioso; segue quindi la riproposizione del primo motivo che presenta diverse varianti e modulazioni armoniche che integrano e arricchiscono la parte iniziale.
Il pezzo, in tempo tagliato, è caratterizzato lungo tutta la sua durata da un ritmo incrociato di gruppi di semicrome alla mano destra, e di terzine alla sinistra. Dal punto di vista dei tempi, l'improvviso si apre con un Allegro agitato, in cui un moto turbinoso alla mano destra scorre in legato  sull'accompagnamento in ondulato arpeggio della mano sinistra. Dopo un breve ponte di collegamento si apre il momento lirico della parte centrale, un Moderato cantabile. Qui muta la tonalità, che passa al Do diesis maggiore (scritta enarmonicamente in Re bemolle maggiore come il compositore aveva già fatto in altre opere), e si infittisce la cura per la microdinamica che scende fin nelle sue più piccole sfumature, si generano inediti giochi timbrici, risaltano notevoli spunti melodici di delicata fattura. Con la ripresa, un "Presto", è ripetuto il materiale della prima sezione, ma con l'aggiunta di una coda che è un piccolo gioiello: attorno a un pedale di tonica ripetutamente ribadito al basso, si frange l'impetuoso incipit tematico. Nel curioso effetto di circuitazione, man mano perde spinta sino a rallentare visibilmente. Poi, come d'incanto, ricompare il tema lirico della parte centrale dell'improvviso, ma per aumentazione, ossia con i valori ulteriormente allargati in Do diesis maggiore (tonalità omologa di Re bemolle maggiore). Un ricordo che è un'immagine di sollievo e speranza, un rasserenarsi di tinte dopo la tempesta.
La Fantasia-Improvviso è il più famoso e il più eseguito fra gli Improvvisi di Chopin; è una di quelle composizioni che, al pari della Polacca in La bemolle maggiore o dello Studio in Do Minore, per la loro notorietà eccessiva vengono più volte utilizzati e banalizzati in svariate occasioni, dal cinema, alla musica leggera, alla pubblicità.